# الأندية الأدبية السعودية
الأندية الأدبية السعودية بدأت فكرت إنشاء أندية أدبية في المملكة العربية السعودية من اللقاء الذي عقده فيصل بن فهد بن عبد العزيز الرئيس العام للرئاسة العامة لرعاية الشباب بالرياض، في مايو 1975م الموافق 1395 هـ مع عدد من الأدباء والمثقفين من مناطق المملكة العربية السعودية، للتباحث في شأن صيغة مؤسسية لتفعيل الثقافة ورعايتها، وكان النقاش يدور حول سبل إحياء سوق عكاظ، وبعد تداول هذه الفكرة اقترح الأديب عزيز ضياء فكرة إنشاء أندية أدبية في المدن السعودية الكبيرة، وأيدها الحاضرون، وبعد الاجتماع بأيام صدرت الموافقة على إنشاء أندية أدبية في كل من: مكة المكرمة والمدينة المنورة والرياض وجدة والطائف وجازان. وفي عام 1440هـ الموافق 2019م تم ضم الأندية الأدبية إلى وزارة الثقافة.

## تاريخ الأندية الأدبية
توالت الأندية الأدبية في الافتتاح، فبالإضافة إلى الأندية الستة المفتتحة عام 1395 هـ، تم افتتاح أندية أدبية في كل من: تبوك ومنطقة الحدود الشمالية والجوف وحائل والقصيم والمنطقة الشرقية والأحساء والباحة وأبها ونجران، وفي عام 1426 هـ انتقلت المؤسسات الثقافية الأدبية ومنها الأندية الأدبية من الرئاسة العامة لرعاية الشباب السعودي (وزارة الرياضة حالياً) إلى وزارة الثقافة والإعلام السعودية، وبلغ عدد الأندية الأدبية في المملكة العربية السعودية ستة عشر نادياً أدبياً.
وتنفيذاً لقرار من مجلس الوزراء يقضي بنقل المهمات والنشاطات المتصلة بالثقافة إلى وزارة الثقافة صدر عام 2019م، فقد نُقلت جميع أنشطة الأندية الأدبية، والمجلة العربية، ومركز الملك فهد الثقافي في الرياض، وبقية المراكز الثقافية الأخرى في مختلف مناطق السعودية من وزارة الإعلام إلى وزارة الثقافة.
أوقفت وزارة الثقافة في مطلع عام 2023 دعمها للأندية الأدبية، وطالبت رؤساء الأندية ضرورة التسجيل في منصة المركز الوطني لتنمية لقطاع غير الربحي، وتفعيل ما تضمنته إستراتيجية وزارة الثقافة للقطاع غير الربحي التي تهدف لبناء منظومة متنوعة من المنظمات غير الربحية في مختلف القطاعات الثقافية.
في عام 2023م دشنت الأندية الأدبية كتاب «الأندية الأدبية السعودية عقد من الضياء والمعرفة 2012 - 2022م» في معرض الرياض الدولي للكتاب.

## قائمة الأندية الأدبية
- نادي أبها الأدبي
- نادي الأحساء الأدبي
- نادي الباحة الأدبي
- نادي الجوف الأدبي
- نادي الحدود الشمالية الأدبي
- نادي الرياض الأدبي[6]
- نادي الطائف الأدبي
- نادي القصيم الأدبي
- نادي المدينة المنورة الأدبي
- نادي المنطقة الشرقية الأدبي
- نادي تبوك الأدبي
- نادي جازان الأدبي
- نادي جدة الأدبي[7]
- نادي حائل الأدبي
- نادي مكة الأدبي
- نادي نجران الأدبي[8]

## وصلات خارجية
- قصة الأندية الأدبية في المملكة
- الأندية الأدبية